# Tournoi de tennis de Saint-Domingue
Le RD Open est un tournoi international de tennis professionnel masculin faisant partie de l'ATP Challenger Tour ayant lieu tous les ans à Saint-Domingue en République dominicaine.
Créé en 2015 sous le nom de Milex Open, il se joue sur terre battue. Doté initialement de 50 000 $, sa dotation augmente à 125 000 $ en 2018, devenant ainsi le tournoi le plus prestigieux de la zone caribéenne. Renommé en RD Open en 2022 après deux ans d'annulation, sa prime de 160 000 $ en fait le Challenger le plus important de l'Amérique Latine.
Il a été organisé successivement en février, en août et en octobre.

## Palmarès

### Simple
| Année     | Vainqueur               | Finaliste         | Score             |
| --------- | ----------------------- | ----------------- | ----------------- |
| 2015      | Damir Džumhur           | Renzo Olivo       | 7-5, 3-1 ab.      |
| 2016      | Guido Andreozzi         | Nicolás Kicker    | 6-0, 6-4          |
| 2017      | Víctor Estrella Burgos  | Damir Džumhur     | 7-64, 6-4         |
| 2018      | Cristian Garín          | Federico Delbonis | 6-4, 5-7, 6-4     |
| 2019      | Juan Pablo Varillas     | Federico Coria    | 6-3, 2-6, 6-2     |
| 2020-2021 | Éditions annulées       | Éditions annulées | Éditions annulées |
| 2022      | Pedro Cachín            | Marco Trungelliti | 6-4, 2-6, 6-3     |
| 2023      | Genaro Alberto Olivieri | Marco Trungelliti | 7-5, 2-6, 6-4     |
| 2024      | Damir Džumhur           | Andrés Andrade    | 6-4, 6-4          |

### Double
| Année     | Vainqueurs                               | Finalistes                                   | Score              |
| --------- | ---------------------------------------- | -------------------------------------------- | ------------------ |
| 2015      | Roberto Maytín Hans Podlipnik-Castillo   | Romain Arneodo Benjamin Balleret             | 6-3, 2-6, [10-4]   |
| 2016      | Ariel Behar Giovanni Lapentti            | Jonathan Eysseric Franko Škugor              | 7-5, 6-4           |
| 2017      | Juan Ignacio Londero Luis David Martínez | Daniel Elahi Galán Santiago Giraldo          | 6-4, 6-4           |
| 2018      | Leander Paes Miguel Ángel Reyes-Varela   | Ariel Behar Roberto Quiroz                   | 4-6, 6-3, [10-5]   |
| 2019      | Ariel Behar Gonzalo Escobar              | Orlando Luz Luis David Martínez              | 65-7, 6-4, [12-10] |
| 2020-2021 | Éditions annulées                        | Éditions annulées                            | Éditions annulées  |
| 2022      | Ruben Gonzales Reese Stalder             | Nicolás Barrientos Miguel Ángel Reyes-Varela | 7-65, 6-3          |
| 2023      | Pedro Boscardin Dias Gustavo Heide       | Diego Hidalgo Cristian Rodríguez             | 6-4, 7-5           |
| 2024      | Diego Hidalgo Miguel Ángel Reyes-Varela  | Sriram Balaji Fernando Romboli               | 62-7, 6-4, [18-16] |